# Amaranthus blitoides
Amaranthus blitoides là loài thực vật có hoa thuộc họ Dền. Loài này được S.Watson mô tả khoa học đầu tiên năm 1877.
Chúng cao lên đến 0,6 m, mặc dù nó có thể cao tới 1 m (3 feet). Nó ra hoa vào mùa hè để mùa thu.
Loài này được cho là loài bản địa ở miền trung và có thể là miền đông Hoa Kỳ, nhưng nó đã nhập tịch ở hầu hết các vùng ôn đới của Bắc Mỹ. Chúng cũng đã được du nhập ở Nam Mỹ và Âu Á. Một số nhà chức trách liệt kê nó là một loài xâm lấn.